# Friedrich Heise (Politiker)
Friedrich August Heise (* 2. April 1819 in Kleinbrüchter; † 29. März 1877 in Großbrüchter) war ein deutscher Rittergutsbesitzer und Politiker.

## Leben
Heise war der Sohn des Abtsbessinger Anspänners Heinrich Christoph Heise und dessen Ehefrau Christina Louise geborene Steinbrück. Er war evangelisch-lutherischer Konfession und heiratete am 9. Mai 1841 in Kleinbrüchter Friederike Caroline Emilie Brandau (* 31. März 1818 in Großbrüchter; † 10. November 1848 ebenda), die Tochter des Gutsbesitzers Georg Wilhelm Brandau. Am 30. Oktober 1854 heiratete er in zweiter Ehe in Gorsleben  Johanna Caroline Bernhardine Vonhof, geschiedene Lerche, die Tochter des Rittergutsbesitzers Carl Friedrich Vonhof.
Heise war Rittergutsbesitzer in Großbrüchter. Dort wurde er am 6. August 1869 zum Amtmann ernannt.
Vom 24. Juni 1868 bis zum 31. Dezember 1871 war er Abgeordneter im Landtag des Fürstentums Schwarzburg-Sondershausen für die Höchstbesteuerten der Unterherrschaft.